# CAR-15
CAR-15 ist eine von Colt hergestellte Waffenbaureihe, die weitgehend auf dem M16A1-Sturmgewehr basiert.

## Versionen
- CAR-15 Colt Commando mit verkürztem Lauf, ausziehbarer Metallschulterstütze und abschraubbarem Mündungsfeuerdämpfer für Kommandoführer.
- CAR-15 Submachine Gun als Maschinenpistole ohne Schulterstütze mit 670 mm Länge und 2,72 kg Gewicht für Hubschrauber- und Panzerbesatzungen.
- CAR-15 Commando Submachine Gun mit 719 mm Länge und 2,78 kg Gewicht für Spezialeinheiten.
- CAR-15 Heavy Assault Rifle M2 als sogenanntes „schweres Schnellfeuergewehr“ mit dickerem Lauf und 980 mm Länge bei 3,44 kg Gewicht.
- CAR-15 Survival Rifle als Waffe zur Jagd und Selbstverteidigung mit 736 mm Länge für Flugzeugbesatzungen.

## Geschichte
Das CAR-15 Colt Commando war die erste Karabinerversion des M16 und wurde ab 1965 den US-amerikanischen Soldaten der Special Forces in Vietnam zur Verfügung gestellt. Jedoch führte der kurze Lauf der Waffen trotz Mündungsfeuerdämpfer zu einem lauteren Mündungsknall und stärkerem Mündungsfeuer. Dieses verriet die Position eines Schützen. Colt reagierte mit der Installation neuer Mündungsfeuerdämpfer. Die neue Version nannte man dann Colt Model 609 Commando. Bei der US Army wurde die Waffe als XM-177E1 eingeführt. Das CAR-15 gilt als Vorgänger des M4.

## Nutzer
- Vereinigte Staaten – Wird von diversen Spezialeinheiten verwendet, unter anderem bei den Navy Seals[1][2]
- Israel – Wird von Spezialeinheiten verwendet[1]